# Burbáguena
Burbáguena es un municipio y localidad española de la provincia de Teruel, en la comunidad autónoma de Aragón. Perteneciente a la comarca del Jiloca, cuenta con una población de 352 habitantes (INE 2024).

## Geografía
Integrado en la comarca del Jiloca, se sitúa a 87 km de la capital provincial. El término municipal está atravesado por la carretera N-234 y por una carretera local (A-2511) que conecta con la Autovía Mudéjar y Ferreruela de Huerva. El código postal es 44330. 
El relieve del municipio está definido por la depresión del río Jiloca y el terreno irregular circundante, donde existen numerosos barrancos y ramblas. La altitud oscila entre los 1150 m al suroeste (cerro La Atalaya), en el límite con Tornos y Castejón de Tornos, y los 800 m a orillas del río Jiloca. El pueblo se alza a 814 m sobre el nivel del mar.
| Noroeste: Báguena                   | Norte: Báguena | Noreste: Báguena                       |
| Oeste: Báguena y Castejón de Tornos |                | Este: Ferreruela de Huerva y Calamocha |
| Suroeste: Tornos                    | Sur: Calamocha | Sureste: Calamocha                     |

## Historia
En el año 1248, por privilegio de Jaime I, este lugar se desliga de la dependencia de Daroca, pasando a formar parte de Sesma del Río Jiloca en la Comunidad de Aldeas de Daroca, que dependían directamente del rey, perdurando este régimen administrativo hasta la muerte de Fernando VII en 1833, siendo disuelta ya en 1838.

## Demografía
Burbáguena cuenta con una población de 352 habitantes (INE 2024).
| Gráfica de evolución demográfica de Burbáguena entre 1842 y 2021                                                    |
| |
| Población de derecho según los censos de población del INE Población de hecho según los censos de población del INE |

| Gráfica de evolución demográfica de Burbáguena entre 1998 y 2022 |
|                                                                  |
| Población según el padrón municipal a 1 de enero del INE         |

## Administración y política
| Período   | Alcalde                    | Partido |  |
| --------- | -------------------------- | ------- |  |
| 1979-1983 | Paulino González Fidalgo   | Ind.    |  |
| 1983-1987 |                            |         |  |
| 1987-1991 |                            |         |  |
| 1991-1995 |                            |         |  |
| 1995-1999 |                            |         |  |
| 1999-2003 |                            |         |  |
| 2003-2007 |                            |         |  |
| 2007-2011 |                            |         |  |
| 2011-2015 | Juan Pablo Fidalgo Fidalgo | PAR     |  |
| 2015-2019 | Juan Pablo Fidalgo Fidalgo | PAR     |  |
| 2019-2023 | Joaquín Peribáñez Peiró    | PAR     |  |
| 2023-     | Joaquín Peribáñez Peiró    | Cs      |  |

| Partido político    | Partido político                                   | 2003   | 2007   | 2011   | 2015   | 2019   | 2023   |
| Partido político    | Partido político                                   | Ediles | Ediles | Ediles | Ediles | Ediles | Ediles |
|                     | Ciudadanos (CS)                                    | —      | —      | —      | —      | —      | 6      |
|                     | Partido Aragonés (PAR)                             | 3      | 4      | 3      | 4      | 4      | —      |
|                     | Chunta Aragonesista (CHA)                          | 1      | —      | 1      | 2      | 0      | —      |
|                     | Partido Popular de Aragón (PP)                     | 2      | 2      | 2      | 1      | 0      | —      |
|                     | Partido de los Socialistas de Aragón (PSOE-Aragón) | 1      | 1      | 1      | —      | 1      | 1      |
| Total de concejales | Total de concejales                                | 7      | 7      | 7      | 7      | 5      | 7      |

## Patrimonio
En el casco urbano, ubicado a orillas del río Jiloca, se hallan edificaciones de gran belleza, pertenecientes a los siglos XVI y XVII y estilo renacentista aragonés. Junto a la iglesia se encuentra uno de los palacios que el marqués de Montemuzo poseía en la zona  y que destaca por su buen estado de conservación. De otros dos solo quedan diversos restos y el cuarto desapareció hace tiempo.

El conjunto de la población aparece dominado por las ruinas de un castillo del XII y por la iglesia parroquial de Nuestra Señora de los Ángeles. Del castillo se conservan algunos lienzos de muralla y tres torres de pequeño tamaño. El templo, que data del XVIII, fue construido en sillería y presenta una esbelta y hermosa torre de ladrillo, de estilo barroco-mudéjar.

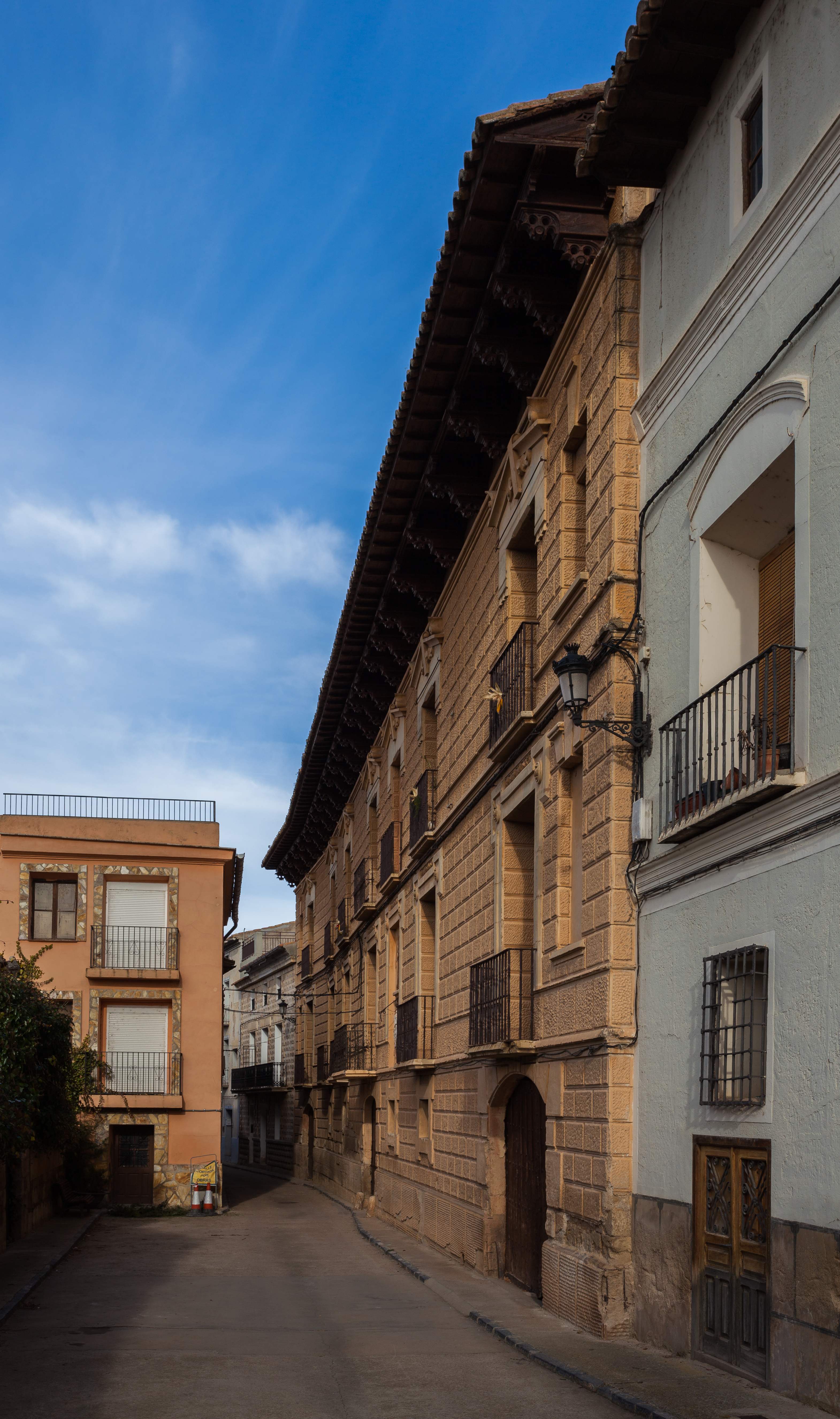
Casa Latorre, vista lateral de la fachada.
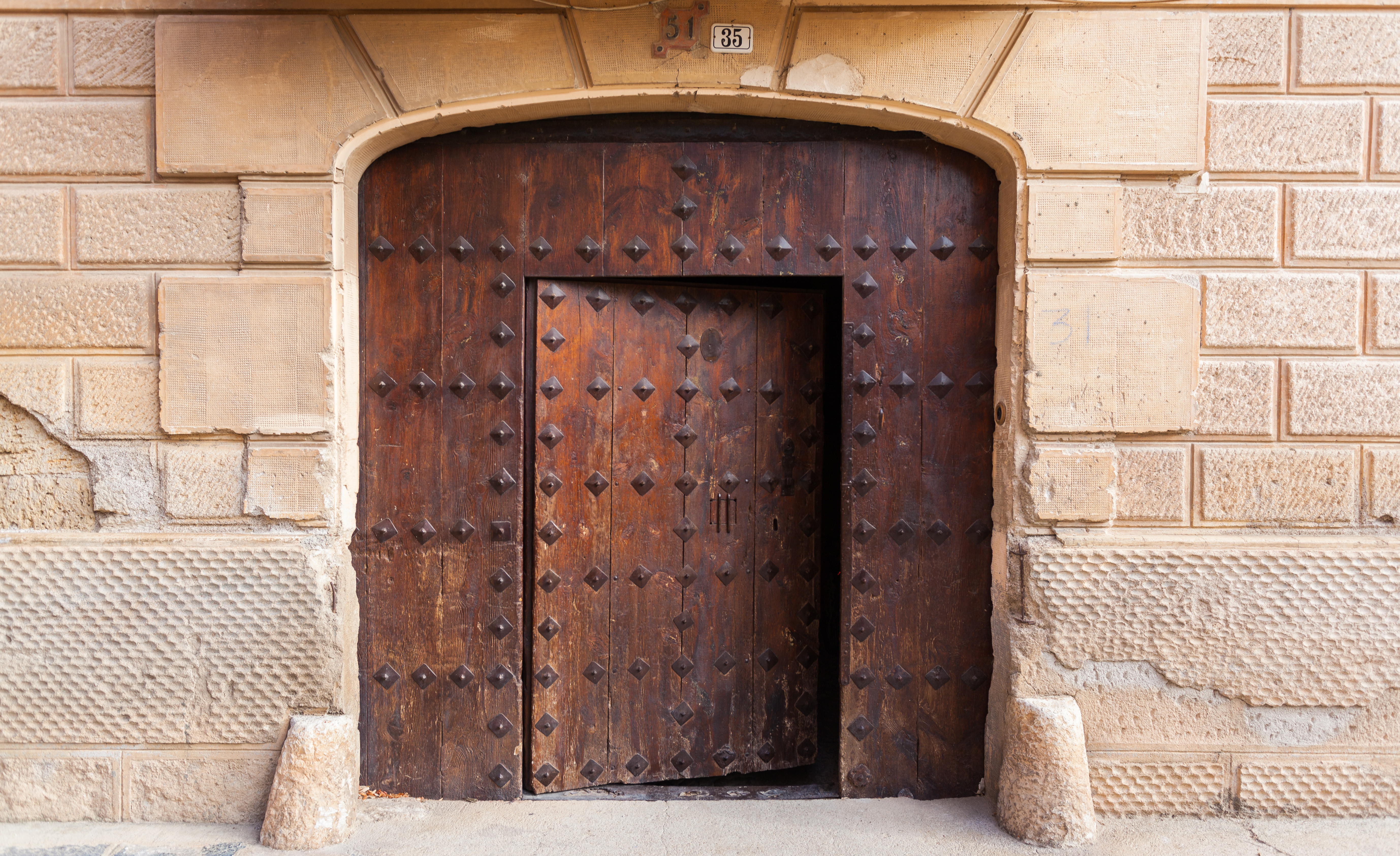
Casa Latorre, detalle de la puerta.
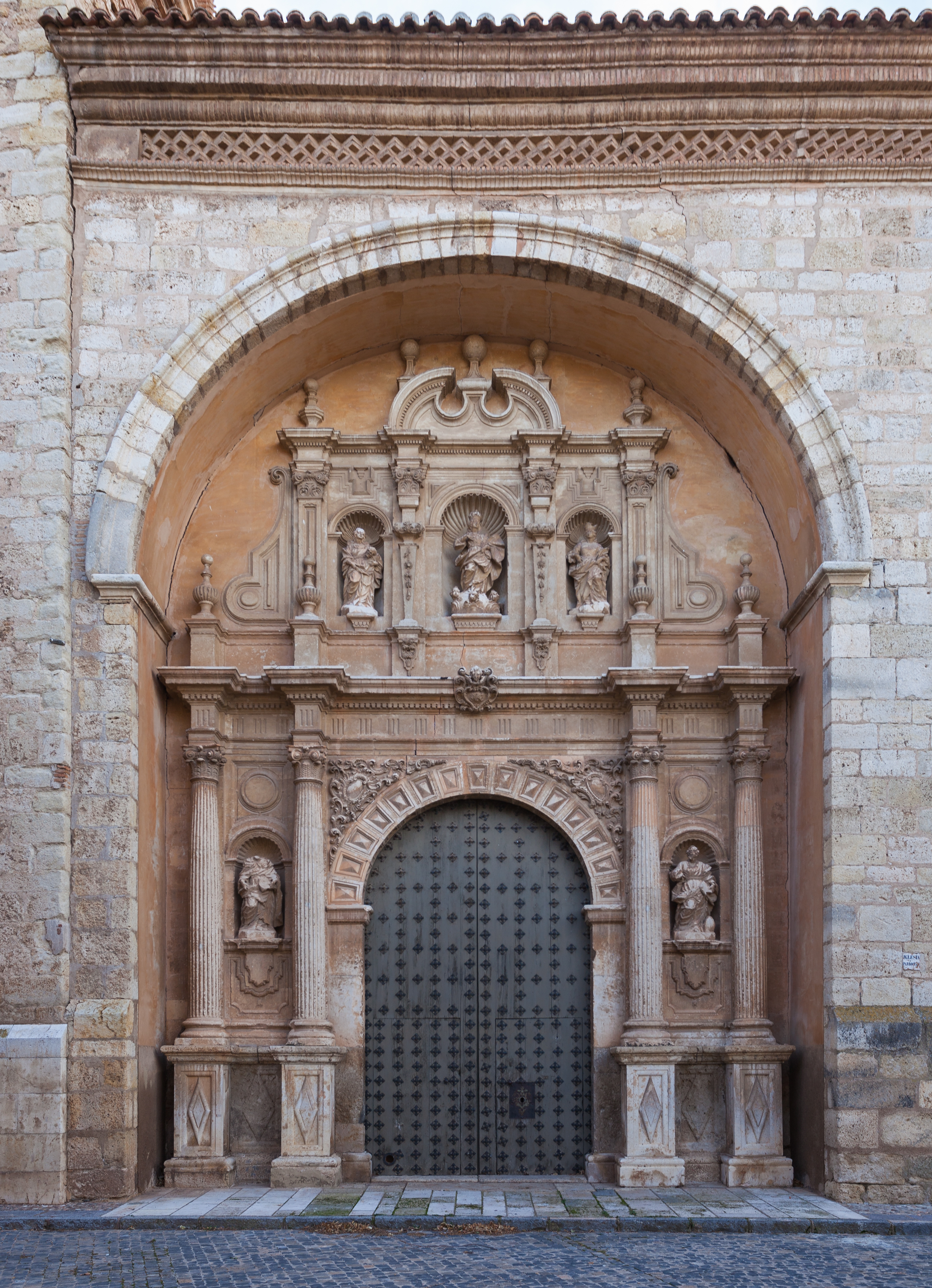
Portada de la iglesia de Nuestra Señora de los Ángeles.
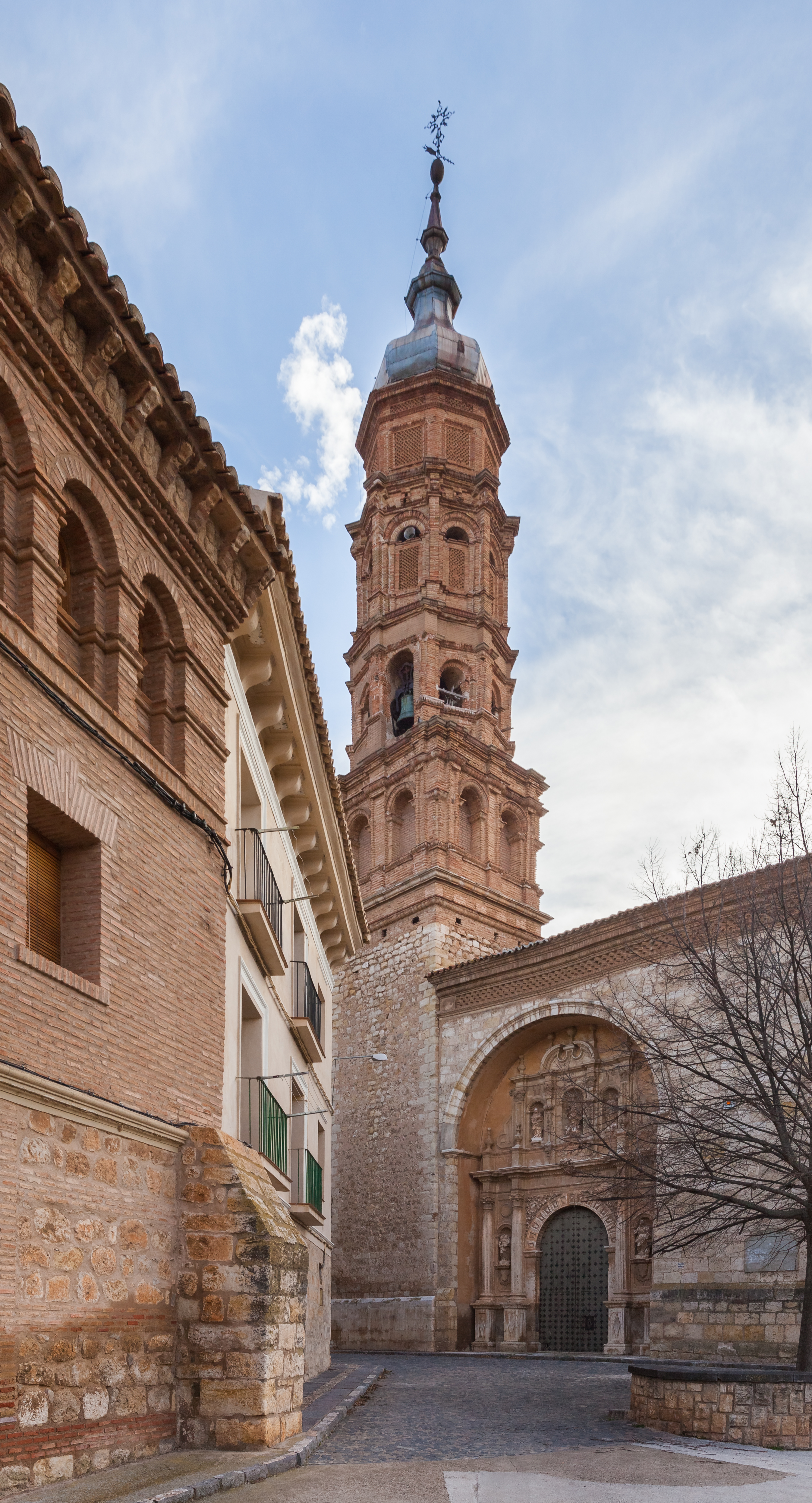
Torre de la iglesia.

En los alrededores de Burbáguena se hallan las ermitas de San Pedro Mártir, San Bernabé y San Nicolás; también los peirones de la Virgen de Herrera y de San Antón.

## Fiestas
El 17 de enero se celebra San Antón. El 29 de abril tienen lugar las fiestas en honor a San Pedro Mártir, patrón de la localidad. El 11 de junio es San Bernabé, aunque las fiestas se celebran la tercera semana de agosto. El viernes de esta semana se realiza la tradicional “bajada" del Jiloca Para ello los participantes realizan embarcaciones con las que bajan el río desde 1991.